# برنامج قيادة كلور
يوفر برنامج قيادة كلور التدريب الاحترافي والتنمية الشخصية للقادة الحاليين والمستقبليين في مجال القطاع الثقافي. وقد تم تأسيسه على يد مؤسسة كلور دوفيلد (Clore Duffield Foundation) في عام 2002 استجابة للبحث الذي قامت به المنظمة حول حالة القيادة في القطاع الثقافي.

## البرنامج
في كل عام، يتم اختيار 25 زميلاً من زملاء منظمة كلور (Clore Fellows) بعد تقديم طلبات بشكل صارم وبعد عملية اختيار صارمة. ويشاركون في رحلة لمدة 7 إلى 8 أشهر تشتمل على دورات تدريب جوهرية (مهارات عملية تشتمل على جمع الأموال والتدريب الإعلامي والتخطيط المالي) والتنمية الشخصية والإعارة الممتدة إلى منظمة خارجة إطار الخبرات الاحترافية السابقة لهم. ويتم تخصيص كل زمالة حسب احتياجات وطموحات التنمية الفردية للزميل. وأثناء فترة الزمالة، يستفيد الزملاء كذلك من الدعم من خلال معلم وتدريب فردي.
بالإضافة إلى ذلك، فإن كل زميل يمتلك الخيار لتقديم اقتراح لتنفيذ بحث بمجرد إكمال الزمالة، ويتم تمويل هذا البحث من خلال مجلس أبحاث الفنون والإنسانيات (Arts and Humanities Research Council) ويشرف عليها أحد معاهد التعليم العالي.
ومنذ عام 2006، وفر البرنامج كذلك دورات قصيرة لمجموعة كبيرة من المشاركين الذين يمكنهم الحصول على قدر كبير من خبرات منظمة كلور في دورة محلية مكثفة تدور على مدار أسبوعين. كما أنه يوفر كذلك تدريبًا لأعضاء مجلس إدارة المنظمات الثقافية.

## القيادة
كان المدير المؤسس لبرنامج قيادة كلور هو كريس سميث، الذي شغل منصب وزير الدولة للثقافة والإعلام والرياضة في الفترة بين 1997 إلى 2001. وفي يوليو من عام 2008، تنحى عن منصبه، وخلفه في منصب الإدارة سيو هويل. والرئيس الحالي هو السير جون توسا، المدير الإداري السابق لخدمة بي بي سي العالمية ومركز باربيكان.

## أبرز الخريجين
كينيث ثارب: الرئيس التنفيذي، ذا بالاس
جوس كازلي هايفورد: أمين مكتبة ومؤرخ ثقافي
نيك ميريان: مدير متحف مانشستر
إيريكا وايمان: المدير التنفيذي نورثرن ستيج، نيوكاسل أبون تاين

## وصلات خارجية
- Clore Leadership Programme
- Clore Duffield Foundation
- "Culture Club" (Guardian, 16-6-05)
- "Observations: Clore Leadership Programme provides a step up for future Royal Ballet supremos" (Independent, 31-7-09)
- "MLA Clore Fellows" (MLA, 7-10-10)
- "Finding the culture sector's leaders of tomorrow" (Guardian Culture Professionals Network, 14-12-11)

‌